# Nicolas-Claude Fabri de Peiresc
Nicolas-Claude Fabri de Peiresc (ur. 1 grudnia 1580 w Belgentier, zm. 24 czerwca 1637 w Aix-en-Provence) – francuski humanista, antykwariusz i astronom, odkrywca Wielkiej Mgławicy w Orionie.

## Życiorys

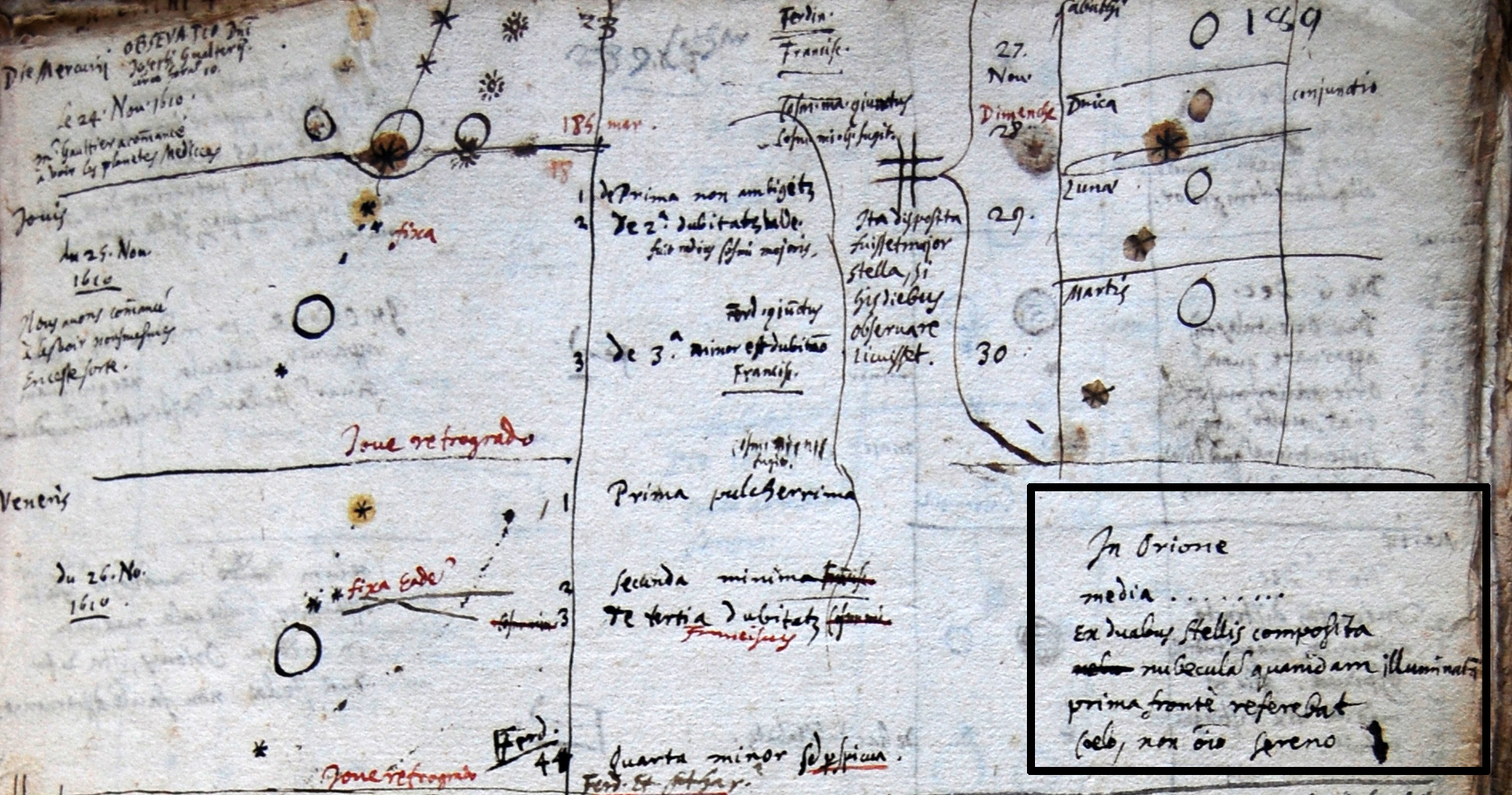
Notatki Peiresca dotyczące jego pierwszych obserwacji mgławicy w Orionie

Syn Réginalda Fabri i Margarety Bomparia, obojga pochodzących z liczących się rodzin prowansalskich, urodził się 1 grudnia 1580 w Belgentier we Francji. Uczęszczał do szkół jezuickich w Aix i Avignon, na przełomie XVI i XVII wieku przebywał we Włoszech, gdzie studiował w Padwie. Jego znajomość z Galileuszem rozbudziła w nim zainteresowania astronomią i antykwarystyką. Edukację zakończył uzyskaniem stopnia doktora prawa cywilnego na uniwersytecie w Aix. W 1605 roku został członkiem parlamentu w Aix i prowadził wówczas korespondencję z malarzem Peterem Paulem Rubensem i innymi wpływowymi osobami baroku.
Peiresc jako pierwszy zweryfikował tezę Williama Harveya o krążeniu krwi, a Isaac Newton wykorzystał prace Peiresca w swoich badaniach dotyczących optyki. Peiresc zachęcił do studiowania nauk prawnych Hugo Grocjusza, który opracował później zasady prawa międzynarodowego. Przyczynił się także do opublikowania alegorycznej powieści satyrycznej „Argenis” autorstwa Johna Barclaya. W 1610 roku dokonał odkrycia Mgławicy Oriona, wraz z Josephem Gaultieriem de la Valette (1564–1647), z którym także (oraz z Jeanem Morinem) prowadził obserwacje księżyców Jowisza, powtarzając niektóre z obserwacji Galileusza; jego komentarz na ten temat pozostał nieopublikowany. 
Po niepowodzeniu obserwacji księżyców Jowiszowych w 1612 roku, na kilkanaście lat przestał zajmować się astronomią. W latach 1616–1623 mieszkał w Paryżu, będąc aktywnym w tamtejszych kręgach intelektualnych. W 1618 roku otrzymał tytuł opata klasztoru w Guîtres od króla Ludwika XIII (w 1624 roku Peiresc przyjął święcenia, w związku ze swoją pozycją; nigdy się nie ożenił i nie założył rodziny). Po powrocie do Aix, podjął w 1628 roku obserwacje astronomiczne, ale przerwał je w okresie 1629–1631, gdy zaraza zmusiła go do wyjazdu do Belgentier. Po powrocie do Aix zgromadził wokół siebie grupę uczonych, tworząc prowansalską szkołę astronomiczną, która jednak przestała istnieć po jego śmierci. Zmarł 24 czerwca 1637 w Aix-en-Provence we Francji.

## Zagadnienie długości geograficznej
Do czasu wynalezienia precyzyjnych zegarów, obliczanie długości geograficznej było poważnym problemem; prace Peiresca nad tym zagadnieniem są jego najważniejszym osiągnięciem naukowym. Pierwszą próbę podjął w 1612 roku, gdy po dwóch latach (w 1610–1612) obserwacji księżyców Jowisza uznał, że jego dane są wystarczająco dokładne, by służyć jako baza porównawcza. Wysłał swego asystenta Jeana Lombarda, by ten przeprowadził obserwacje księżyców w odległych od Aix miejscach, jak Malta czy kraje Lewantu. Różnice w czasie zjawisk powinny były pozwolić na dokładne obliczenie kąta długości geograficznej między miejscami tych obserwacji a Aix, jednak ze względu na trudności techniczne misja Lombarda zakończyła się niepowodzeniem.
Po szesnastoletniej przerwie, w 1628 roku, Peiresc ponownie zajął się tym zagadnieniem. Rozpoczął systematyczne zbieranie informacji od obserwatorów z różnych miejsc na temat czasów zaćmień słonecznych i księżycowych, by wyliczać różnice długości między punktami obserwacji. Na podstawie wyników zebranych z obserwacji zaćmień z początku 1628 roku, Peiresc wyliczył, że różnica długości między Aix a Paryżem jest większa o 3°30′2′′ od poprzednio przyjmowanej. Największym sukcesem sieci obserwatorów-korespondentów Peiresca były obserwacje zaćmienia Księżyca z 28 sierpnia 1635. Obliczenia na podstawie zebranych wówczas danych pozwoliły wykazać, że Morze Śródziemne jest o 1000 km krótsze niż dotąd sądzono.

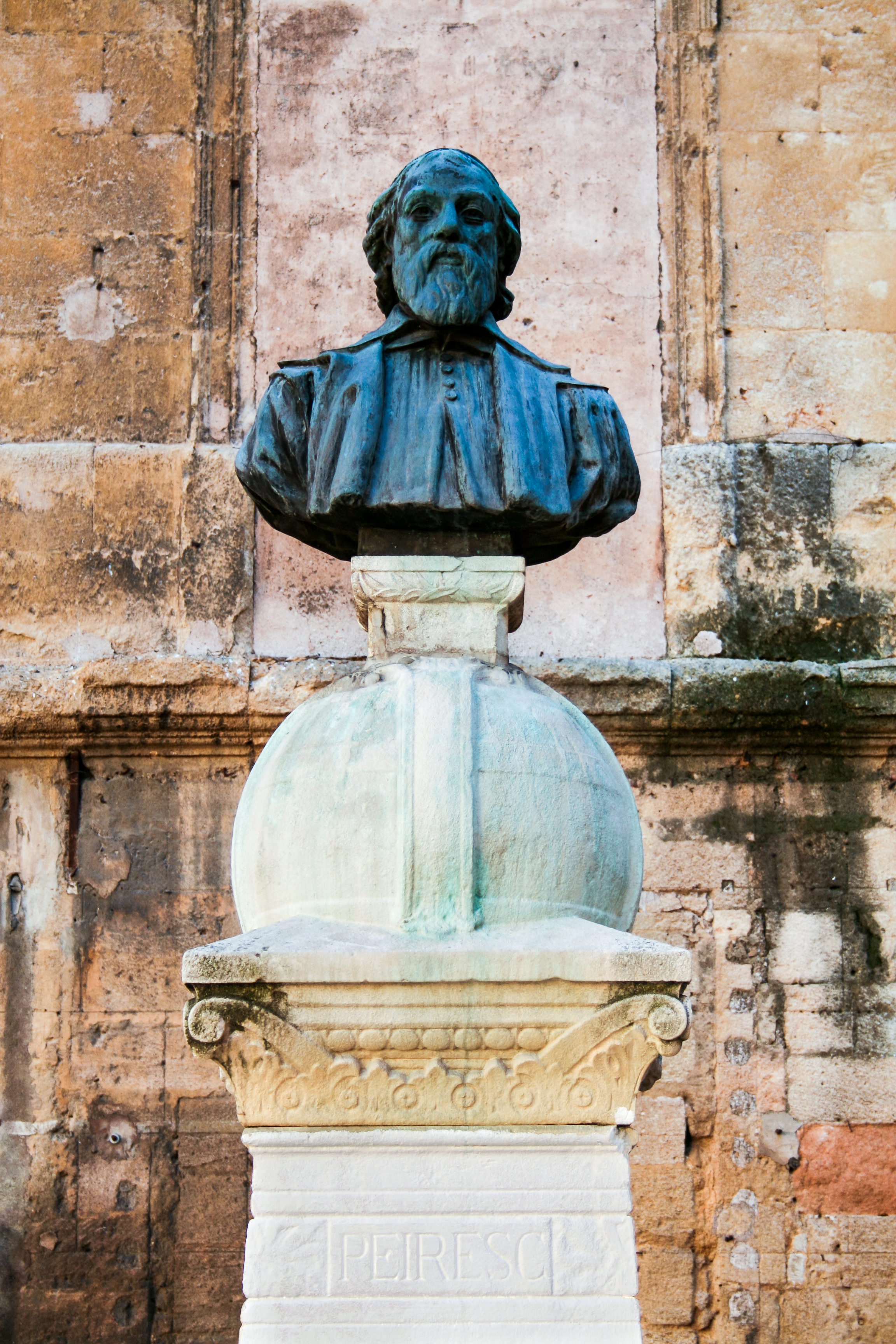
Popiersie astronoma w jego rodzinnym mieście

## Upamiętnienie
Na jego cześć została nazwana planetoida (19226) Peiresc i krater księżycowy Peirescius o średnicy 61 km.